# Estación de Jourdain
Jourdain (en español: Jordán) es una estación de la línea 11 del metro de París situada en el límite de los distrito XIX y XX al este de la ciudad en el barrio de Belleville.

## Historia
Fue inaugurada el 28 de abril de 1935 como casi toda las estaciones de la línea 11.
Las diferentes iglesias del barrio se han ido dedicando a Juan Bautista, quien bautizó a Cristo con agua del río Jordán, de ahí el nombre de la estación y de la calle que sitúa sobre ella. 

## Descripción
Se compone de dos andenes laterales ligeramente curvados de 75 metros de longitud y de dos vías.
Está diseñada en bóveda elíptica revestida completamente de los clásicos azulejos blancos biselados del metro parisino, con la única excepción del zócalo que es de color marrón.Los paneles publicitarios emplean un fino marco dorado con adornos en la parte superior. 
Su iluminación ha sido renovada empleando el modelo vagues (olas) con estructuras casi adheridas a la bóveda que sobrevuelan ambos andenes proyectando la luz en varias direcciones.
La señalización por su parte usa la tipografía CMP donde el nombre de la estación aparece sobre un fondo de azulejos azules en letras blancas. Por último, los asientos de la estación son verdes, individualizados y de tipo Motte.

## Accesos
La estación dispone de tres accesos:
- Acceso 1: calle Lassus.
- Acceso 2: calle de Belleville.
- Acceso 3: calle du Jourdain.